# Ґададгара Пандіта
Ґададгара Пандіта - один з найближчих супутників Чайтаньї Махапрабгу. У гаудія-вайшнавістській традиції індуїзму вшановується як втілення Радги в Ґаура-Лілі. Гададхар Пандіт входить до Панча-таттви, що складається з Чайтаньї Махапрабгу і чотирьох його найближчих супутників. У Панча-таттві Гададхар Пандіт є втіленням внутрішньої енергії насолоди Бога. Гададхар Пандіт провів велику частину життя в Джаганнатха-Пурі, поклоняючись божеству Тота-Гопінатхі, якого там вшановують і до цього дня. Гададхар Пандіт був учнем Пундарікі Відьянідхі, прийнявши від нього духовне посвячення за вказівкою Чайтаньї.
У коментарях до «Чайтанья-чарітамріти» Бгактіведанти Свамі Прабгупади (Аді-ліла, 10.15) стверджується, що Гададхар Пандіт, «четверта гілка древа Чайтаньї», є втіленням Радги і Лаліта-сакхі .
|  | У Гаурі-Лілі править Гададхар Пандіт - Йому належить все. Тим не менш, Він змушений визнати, що у Нього немає нічого - все забрав Гауранга! Він повністю присвятив Себе Гауранзі. Тому Кавіраджа Госвамі говорить: техо лакшмі-Рупа, тара сама Кехано най - «Він представляє головну силу Гауранги, і ніхто не може зрівнятися з Ним». Такий висновок Шріли Кавіраджа Госвамі про Шрі Гададхар. Він - гаура-према-майя, втілення любові Шрі Гаурі. Таке положення займає Гададхар Пандіт: Він зовсім порожній, і не піде за Махапрабгу. У Нього немає нічого свого. Найважливіше - Його серце забрав Махапрабгу, тому Йому не залишається нічого іншого, як йти за Ним. Він повністю віддав Себе Махапрабгу. Положення Гададхар Пандіта, роль, яку Він грав, була в чомусь схожа на роль Радхарани: Її серце викрадено Крішною, тим не менше, залишається спустошене тіло. Радга-бхава-дйуті-субалітам Наум Крішна-Сварупа: Він був цілком занурений в концепцію Шрі Гаурангі. Гауранга всі в Нього, тому у Гададхар не залишалося іншого вибору: Він був повністю поглинений, у всіх відносинах полонений Ім. |